# Podkowa Leśna
Podkowa Leśna è una città polacca del distretto di Grodzisk Mazowiecki nel voivodato della Masovia.
Ricopre una superficie di 10,1 km² e nel 2004 contava 3 806 abitanti.